# اندری دانکیف
اندری دانکیف (انگلیسی: Andriy Dankiv؛ زادهٔ ۲۳ ژانویهٔ ۱۹۸۷) بازیکن فوتبال اهل اوکراین است.